# Lambert Kelchtermans
Lambert Kelchtermans (10 de setembro de 1929 - 26 de maio de 2021) foi um político belga e membro do Partido Social Cristão. Foi membro da Câmara dos Representantes entre 1961 e 1985 e do Parlamento Flamengo de 1980 a 1991, senador entre 1985 e 1995 e presidente do Senado em 1988. Foi também prefeito de Neerpelt entre 1969 e 1993.
Kelchtermans faleceu no dia 26 de maio de 2021, aos 91 anos.